# Laurence Dunmore
Laurence Dunmore (...) è un regista britannico.
È principalmente conosciuto per aver diretto il film The Libertine nel 2005. Fa parte della Ridley Scott Associates (RSA), una compagnia di produzione cinematografica fondata da Ridley e Tony Scott nel 1968. Ha inoltre diretto pubblicità per AT&T, BMW, ING e Turkish Airlines..